# Val Napoleon
Val Napoleon est une juriste Saulteau naturalisée Gitksan chercheuse en droit autochtone. Elle est connue pour son travail méthodologique sur les usages des récits comme matériaux de réflexion juridique. Val Napoleon obtient son doctorat à l'âge de 53 ans. Avec Hadley Friedland, elle est cofondatrice du premier programme de droit autochtone du Canada à l'université de Victoria. Ses travaux ont un retentissement global et promeuvent la résurgence autochtone (en),. Elle a reçu le prix Indspire (en) en 2021.